# Amt Treuenbrietzen
Das Amt Treuenbrietzen war ein 1992 gebildetes Amt in Brandenburg, in dem zehn Gemeinden der damaligen Kreise Jüterbog und Luckenwalde (heute Landkreis Potsdam-Mittelmark) zu einem Verwaltungsverbund zusammengeschlossen waren. Sitz der Amtsverwaltung war in der Stadt Treuenbrietzen. Es wurde 2003 mit der Eingliederung der letzten amtsangehörigen Gemeinden in die Stadt Treuenbrietzen wieder aufgelöst. Die Stadt Treuenbrietzen wurde amtsfrei.

## Geographische Lage
Das Amt Treuenbrietzen grenzte im Norden an das Amt Brück und das Amt Beelitz, im Osten an das Amt Nuthe-Urstromtal und das Amt Jüterbog, im Süden an das Amt Niedergörsdorf, im Südwesten an das Land Sachsen-Anhalt und im Westen an das Amt Niemegk.

## Geschichte
Der Minister des Innern des Landes Brandenburg erteilte der Bildung des Amtes Treuenbrietzen am 18. Juni 1992 seine Zustimmung. Als Zeitpunkt des Zustandekommens des Amtes wurde der 22. Juni 1992 festgelegt. Das Amt hatte seinen Sitz in der Stadt Treuenbrietzen und bestand zunächst aus 10 Gemeinden in den damaligen Kreisen Jüterbog und Luckenwalde:
1. Bardenitz
2. Dietersdorf
3. Feldheim
4. Lobbese
5. Lühsdorf
6. Marzahna
7. Niebel
8. Niebelhorst
9. Rietz und die Stadt
10. Treuenbrietzen

Am 30. April 2002 genehmigte der Minister des Innern des Landes Brandenburg die Eingliederung von Brachwitz (vorher Amt Niemegk) zum 1. Juni 2002 in die Stadt Treuenbrietzen. Zum 31. Dezember 2002 wurden die Gemeinden Bardenitz, Dietersdorf, Feldheim, Niebelhorst und Rietz sowie Niebel in die Stadt Treuenbrietzen eingegliedert. Zum 31. März 2003 folgten dann Lobbese und Marzahna, und zum 26. Oktober 2003 Lühsdorf. Das Amt Treuenbrietzen wurden zum selben Zeitpunkt aufgelöst. Die Gemeinde Lühsdorf legte am 8. Oktober 2001 kommunale Verfassungsbeschwerde beim Verfassungsgericht des Landes Brandenburg gegen ihre Eingliederung in die Stadt Treuenbrietzen ein, die als unzulässig verworfen wurde.
Erster und einziger Amtsdirektor und zugleich Bürgermeister von Treuenbrietzen war Karsten Cornelius.

## Belege
1. ↑  Bildung des Amtes Treuenbrietzen. Bekanntmachung des Ministers des Innern vom 18. Juni 1992. Amtsblatt für Brandenburg – Gemeinsames Ministerialblatt für das Land Brandenburg, 3. Jahrgang, Nummer 47, 10. Juli 1992, S. 892.
2. ↑  Eingliederung der Gemeinde Brachwitz in die Stadt Treuenbrietzen. Bekanntmachung des Ministeriums des Innern vom 30. April 2002. Amtsblatt für Brandenburg – Gemeinsames Ministerialblatt für das Land Brandenburg, 13. Jahrgang, Nummer 21, 22. Mai 2002, S. 555 PDF.
3. ↑  Eingliederung der Gemeinden Bardenitz, Dietersdorf, Feldheim, Niebelhorst und Rietz. Bekanntmachung des Ministeriums des Innern vom 30. April 2002. Amtsblatt für Brandenburg – Gemeinsames Ministerialblatt für das Land Brandenburg, 13. Jahrgang, Nummer 22, 29. Mai 2002, S. 560 PDF.
4. ↑  Eingliederung der Gemeinde Niebel in die Stadt Treuenbrietzen. Bekanntmachung des Ministeriums des Innern vom 21. November 2002. Amtsblatt für Brandenburg – Gemeinsames Ministerialblatt für das Land Brandenburg, 13. Jahrgang, Nummer 52, 18. Dezember 2002, S. 1088 PDF.
5. ↑  Eingliederung der Gemeinden Lobbese und Marzahna in die Stadt Treuenbrietzen. Bekanntmachung des Ministeriums des Innern vom 18. Februar 2003. Amtsblatt für Brandenburg – Gemeinsames Ministerialblatt für das Land Brandenburg, 14. Jahrgang, Nummer 9, 5. März 2003, S. 274 PDF.
6. 1 2  Viertes Gesetz zur landesweiten Gemeindegebietsreform betreffend die Landkreise Havelland, Potsdam-Mittelmark, Teltow-Fläming (4.GemGebRefGBbg) vom 24. März 2003 (GVBl.I/03, Nr. 05, S. 73)
7. ↑  Kommunale Verfassungsbeschwerde der Gemeinde Lühsdorf gegen ihre Eingliederung in die Stadt Treuenbrietzen VerfGBbg, Beschluss vom 16.05.2002 - VfGBbg 40/01